# Odilon Verjus
Odilon Verjus, o Les Exploits d'Odilon Verjus (lit. Las hazañas de Odilon Verjus), es una serie de historietas de aventuras humorísticas franco-belga escrita por Yann Le Pennetier y dibujada por Laurent Verron para la editorialLe Lombard, en marzo de 1996.

## Descripciones

### Sinopsis
Odilon Verjus es un misionero de los años 30 que recorre el mundo acompañado del joven novicio Laurent de Boismenu.

### Personajes
- Odilon Verjus, un misionero que lleva veintiún años viviendo entre los papúes, con barba blanca y una gran barriga, y está entregado a su comunidad adoptiva. Ayuda a los necesitados, cría a doce huérfanos y compite con los brujos nativos para desalentar la práctica del canibalismo ritual. Dice palabrotas en papú, cita la Biblia y la liturgia en latín y canta (desafinadas) canciones obscenas. Su gran fuerza y sabiduría provienen de una vida plena, que relata durante el duelo de cantantes en el álbum Eskimo: Fue un niño de la calle en París, luego relata que fue proxeneta, en el álbum Pigalle, y capellán en las trincheras de Verdún. Habla con fluidez papú, latín, jerga parisina, alemán (aprendido en las trincheras) y todavía está aprendiendo inuit.
- Laurent de Boismenu, un misionero novicio, se unió a Odilon Verjus para convertirse en su discípulo. A pesar de sus dificultades iniciales, pronto se unió al espíritu de Odilon. H éroe de la aviación de la Gran Guerra en el escuadrón Stork, fue derribado por el as alemán Ernst Udet, el 10 de noviembre de 1918 . Traumatizado por la guerra, recurrió a las órdenes religiosas. Más estricto que Odilon en cuestiones de religión y moral, es menos capaz de adaptarse a las situaciones por las que atraviesan.
- Monseñor Golias, cardenal superior jerárquico de Odilon y Laurent, los envía constantemente en misiones secretas, aparentemente para molestarlos. Odilon y Laruent, molestos por no poder quedarse a Papua, están acostumbrados a vengarse con bromas pesadas.
- Joséphine Baker, figura histórica, cantante de cabaret, aparece en Adolf y participa activamente en Vade Retro Hollywood y Folies Zeppelin. Sus apariciones acentúan su personalidad de mujer frívola, casquivana y resistente al futuro. Enamorada en secreto de Odilon y opuesta a los nazis, crece en importancia de álbum en álbum.

Cabe señalar que los dos personajes principales están (muy vagamente) inspirados en sacerdotes que existieron realmente: Henri Verjus (1860-1892), uno de los primeros misioneros en Papúa, y su sucesor, Alain de Boismenu (1870-1953). Ambos pertenecían a la orden religiosa de los Misioneros del Sagrado Corazón de Issoudun .

## Análisis
El humor de la historieta se basa en el  carácter de este misionero de campo con una personalidad fuerte y atípica. Con su perspicacia, la fuerza de su voluntad y también sus puños, resolverá los enigmas y enderezará entuertos según las misiones que le encomienda el Vaticano a través de la persona del Cardenal Golias. Las historias están llenas de referencias diversas a las historietas de Las aventuras de Tintín y Asterix, encuentros con personajes históricos como Edith Piaf, Joséphine Baker, André Gide, Leni Riefenstahl, los hermanos Marx o Agatha Christie o apariciones de personajes ficticios, los Blues Brothers como asesinos a sueldo y los Pieds Nickelés (historieta de Louis Forton) como proxenetas 
Al final del primer tomo, Odilon y Laurent dejan Papúa para ponerse a disposición del Vaticano. Después de eso, nunca dejarán de regresar a la tribu de los Fuyug, pero después de cada misión, Monseñor Golias los envía a otro rincón del globo, excepto al final de Madness Zeppelin, que marca el final de la serie.
El espíritu de la serie es decididamente moderno. Cada álbum está bien documentado ya sea sobre la historia de las misiones, las costumbres de los papúes o los inuits, las referencias al arte parisino o berlinés o los numerosos personajes que aparecen. No se aprecia una visión colonialista de las relaciones entre los occidentales y los indígenas. Papúa y los témpanos son escenario de luchas de poder, los caníbales parecen ser personajes bastante inteligentes y el mundo blanco no tiene ninguna superioridad que reclamar. La serie también consigue hacer humor con la religión sin faltarle el respeto.

## Publicaciones

### Revistas
BoDoi
En abril de 1999, la revista BoDoï n. 19 prepublicó una nueva aventura, Adolf, el cuarto álbum de la serie, hasta el nº 21, a finales de junio, a finales de junio. Los misioneros regresan en el nº 38 del 23 de enero de 2001, para aventurarse en Bretaña en Breiz Atao hasta el nº 40 del 30 de marzo.

### Álbumes originales
- 1 Papous, Le Lombard, 1996; Guion: Yann - Dibujo y colores: Laurent Verron
- 2 Pigalle, Le Lombard, 1997; Guion: Yann - Dibujo y colores: Laurent Verron
- 3 Eskimo,[4] Le Lombard, 1998; Guion: Yann - Dibujo: Laurent Verron - Colores: Fourmi
- 4 Adolf, Le Lombard, 1999; Guión: Yann - Dibujo: Laurent Verron - Colores: Fourmi
- 5 Breiz Atao, Le Lombard, Troisième degré, 2001; Guion: Yann - Dibujo: Laurent Verron - Colores: Fourmi
- 6 Vade Retro Hollywood, Le Lombard, Troisième degré, 2002; Guion: Yann - Dibujo: Laurent Verron - Colores: Scarlett
- 7 Folies Zeppelin, Le Lombard, Troisième degré, 2006; Guion: Yann - Dibujo y colores: Laurent Verron

## Tributo
Los personajes principales, Odilon Verjus y Laurent de Boismenu en compañía de Joséphine Baker, aparecen en un mural de la ruta del cómic de Bruselas, en la rue des Capucins.